# رمسيس شافي
رمسيس شافي Ramses Shaffy (نويلى سور سين، فرنسا، 29 أغسطس 1933 - أمستردام، هولندا، 1 ديسمبر 2009) ، مغني هولندي وممثل واستعراضي كبير، أبوه من أصل مصري وأمه روسية. بعد ما اشتغل ممثل لفترة لمع كمغني لأغاني من نوعية الشانسون Chanson في ستينات القرن العشرين وأصبح من أكبر وأشهر المغنيين في هولندا. 

## نشأته
ولد رمسيس في نويلي سور سين Neuilly-sur-Seine جنب باريس في فرنسا سنة 1933. نشأ في مدينة كان في جنوب فرنسا لكن بعد ما تعبت أمه تكفتل به خالته وأخذته إلى هولندا وتبنته عائلة في مدينة ليدن في هولندا.ثم ألف أغنية «القطر الذي راح الشمال» بسبب فراقه لأمه الذي كان صعبا عليه.

## وصلات خارجية
- رمسيس شافي على موقع IMDb (الإنجليزية)
- رمسيس شافي على موقع ميوزك برينز (الإنجليزية)
- رمسيس شافي على موقع أول موفي (الإنجليزية)
- رمسيس شافي على موقع ديسكوغز (الإنجليزية)
- رمسيس شافي على موقع قاعدة بيانات الفيلم (الإنجليزية)

- موقع رمسيس شافي الرسمي